# Georg Repsold
Georg Repsold (* 23. August 1804 in Hamburg; † 30. September 1885 ebenda) war ein deutscher Techniker und Unternehmer.

## Leben
Georg Repsold war der älteste Sohn von Johann Georg Repsold. Sein Bruder war Adolf Repsold. Repsold wurde in der Werkstatt seines Vaters, in der astronomische Instrumente gefertigt wurden, zum Mechaniker ausgebildet. Er verließ sein Elternhaus und übernahm im Alter von 21 Jahren das Unternehmen von David Christopher Mettlerkamp, das Dachdeckerei und andere bautechnische Arbeiten ausführte. Nach dem Tod seines Vaters 1830 trat er auch in den väterlichen Betrieb ein, um ihn gemeinsam mit seinem Bruder unter dem Namen A. & G. Repsold weiterzuführen. Aus dieser Firma schied Georg Repsold 1867 wieder aus. Das Unternehmen von Mettlerkamp, der seit 1828 durch die Hochzeit mit dessen Tochter sein Schwiegervater geworden war, führte er bis 1865.
Repsold war im Mai 1842 an den Löscharbeiten beim Hamburger Brand beteiligt. Er war von 1859 bis 1870 Mitglied der Hamburgischen Bürgerschaft.
Georg Repsold hatte am 22. Juni 1828 Maria Amalia, eine Tochter von David Christopher Mettlerkamp geheiratet. Sie hatten die Töchter Agnes Caroline (1839–1910) und Clara Octavia Repsold (* 18. April 1842), die 1864 Adolph Sierich heiratete, der nach ihr die Klärchenstraße in Hamburg-Winterhude benannte.

## Ämter
Neben seiner Mitgliedschaft in der Hamburgischen Bürgerschaft (1859–1870) hatte Repsold weitere Ämter inne:
- 1827–1833 Kapitän der 4. Kompanie des 1. Bataillons des Hamburger Bürgermilitärs
- 1834–1837 zweiter Major des 1. Bataillons des Hamburger Bürgermilitärs
- 1842 nach dem Hamburger Brand Mitglied einer Kommission zur Begutachtung gewerblicher Anlagen
- ab 1843 „Justirbeamter“ für Maße und Gewichte[3]
- 1845–1850  Mitglied der Bibliothekskommission der Patriotischen Gesellschaft
- 1865 Teilnehmer an Beratungen in Frankfurt am Main über die Einführung gemeinsamer Maße und Gewichte in den deutschen Bundesländern
- 1868–1870 Mitglied des Bürgerausschusses
- 1869 Teilnehmer an Verhandlungen in Berlin über die Feststellung der Ausführungsbestimmungen der Norddeutschen Maß- und Gewichtsordnung für den Norddeutschen Bund
- ab 1869 Angehöriger der Normal-Eichungskommission[4]
- 1870 zum Eichinspektor berufen
- ab 1873 Mitglied der Revisionsbehörde für Schiffsvermessung
- 1876–1880 als beeidigter Sachverständiger der Handelskammer Taxator für eiserne Schiffe und Maschinen